# Linaria thymifolia
Linaria thymifolia är en grobladsväxtart som först beskrevs av Vahl, och fick sitt nu gällande namn av Dc.. Linaria thymifolia ingår i släktet sporrar, och familjen grobladsväxter. Inga underarter finns listade i Catalogue of Life.

## Bildgalleri

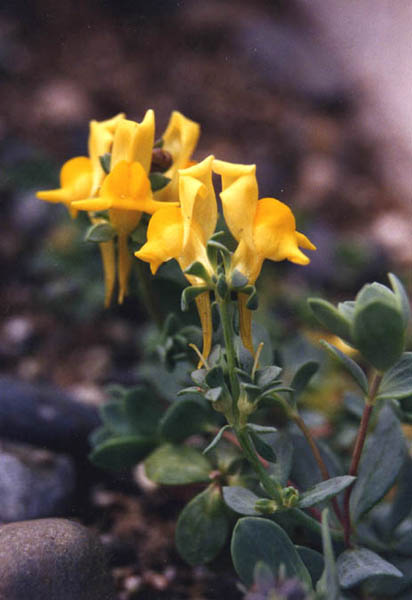